# Dschibutischer Bürgerkrieg
Der Bürgerkrieg in Dschibuti war eine Auseinandersetzung zwischen der Afar-Rebellengruppe FRUD und der von Issa dominierten Regierung Dschibutis unter der RPP von 1991 bis 1994.

## Hintergrund
Ihm lagen Spannungen zwischen den beiden Volksgruppen des Landes, den Issa-Somali und den Afar, zugrunde: Die von den Issa dominierte Partei RPP regierte Dschibuti seit der Unabhängigkeit 1977 als Einparteienstaat, in dem sich viele Afar marginalisiert fühlten. Seit 1981 war sie offiziell die einzige erlaubte Partei.
Zugleich kam es zu bedeutenden politischen Entwicklungen in der Region, als 1991 in den Nachbarländern Somalia und Äthiopien die autoritären Regierungen unter Siad Barre bzw. Mengistu Haile Mariam gestürzt wurden und sich die Unabhängigkeit der Provinz Eritrea von der Volksrepublik Äthiopien abzeichnete.

## Ausbruch
Anfang November 1991 begann die Rebellenorganisation Front pour la restauration de l’unité et la démocratie (Front für die Wiederherstellung der Einheit und Demokratie, FRUD), die eine größere politische Teilhabe der Afar forderte, einen Guerillakampf gegen die Regierung. Etwa 3000 Afar griffen Regierungseinrichtungen in Abah an. Die Regierung reagierte, indem sie ihre Streitkräfte von rund 3000 auf 16.000 Mann vergrößerte. Sie warb hierzu auch äthiopische Staatsangehörige an, denen im Gegenzug die dschibutische Staatsbürgerschaft in Aussicht gestellt wurde, ferner wurde sie von der ehemaligen Kolonialmacht Frankreich militärisch unterstützt. Auseinandersetzungen fanden vorwiegend im Afar-Gebiet im Nordosten Dschibutis statt. Einige Tausend Dschibutier flohen vor den Kämpfen in die angrenzende Afar-Region Äthiopiens.
Der Bürgerkrieg trug dazu bei, dass 1992 mit einer neuen Verfassung wieder eine Mehrparteiendemokratie eingeführt wurde. 1992 und 1993 fanden Parlaments- und Präsidentschaftswahlen statt. In der Folge spaltete sich die FRUD wegen der Frage, inwiefern sie nun mit der Regierung kooperieren solle.

## Beilegung des Konflikts
Im Dezember 1994 beendete das Friedensabkommen von Abb'a zwischen der Regierung und der gemäßigten Mehrheit der FRUD den Bürgerkrieg weitgehend. Zwei FRUD-Vertreter erhielten Ministerposten, und bei den nächsten Wahlen 1999 unterstützte die FRUD die RPP.
Eine Faktion der Rebellen, die FRUD armé (bewaffnete FRUD) unter Führung von Ahmed Dini, blieb in kleinerem Maßstab militärisch aktiv, bis sie 2000 und 2001 ebenfalls Friedensabkommen mit der Regierung schloss.
Der Friedensvertrag vom 7. Februar 2000 sieht unter anderem folgende Punkte vor:
- Die Kämpfer der bewaffneten FRUD legen die Waffen nieder und werden in das militärische und zivile Leben integriert.
- Ein Mehrparteiensystem wird eingeführt.
- Mittels Dezentralisierung soll das große Gefälle zwischen der Hauptstadt und den Regionen verkleinert werden; die Afar waren der Auffassung, dass der Zentralismus die Hauptstadt und damit die Issa begünstige.
- Auflage eines Entwicklungsprogrammes.[1]